# Rob Loe
Robert Loe, detto Rob (Leicester, 5 agosto 1991), è un cestista britannico naturalizzato neozelandese.